# كارولين توماس رامبولد
كارولين توماس رامبولد (22 يوليو 1877-7 نوفمبر 1949) كانت عالمة نبات أمريكية. تخصصت في أمراض الغابات. ركزت أبحاثها على "أمراض الفطريات في الأشجار والبقع الزرقاء للخشب".

## سيرة ذاتية
ولدت كارولين توماس رامبولد في 22 يوليو 1877 في سانت لويس بولاية ميزوري بالولايات المتحدة، وكانت ابنة توماس فريزر رامبولد وشارلوت إي ليدنجربر. في عام 1901 تخرجت من كلية سميث في ماساتشوستس. حصلت على درجة الماجستير والدكتوراه من جامعة واشنطن في سانت لويس.
بدأت حياتها المهنية كمساعدة في مكتب الصناعة النباتية، وزارة الزراعة الأمريكية في عام 1903. انتقلت لاحقاً إلى جامعة ميزوري لتصبح مساعدة في علم النبات. من عام 1929 إلى عام 1942، كانت لديها مهنة طويلة كأخصائية أمراض مساعدة في قسم أمراض النبات في جامعة ويسكونسن ماديسون. عملت لفترة وجيزة كزميلة في حديقة ميزوري النباتية.
ارتبطت بعدد من المؤسسات المهنية بما في ذلك جمعية أمراض النبات والجمعية الأمريكية لعلماء فسيولوجيا النبات والجمعية النباتية في واشنطن.
توفيت في 7 نوفمبر 1949 في كليفلاند، أوهايو، الولايات المتحدة.